# Heinrich Bachert

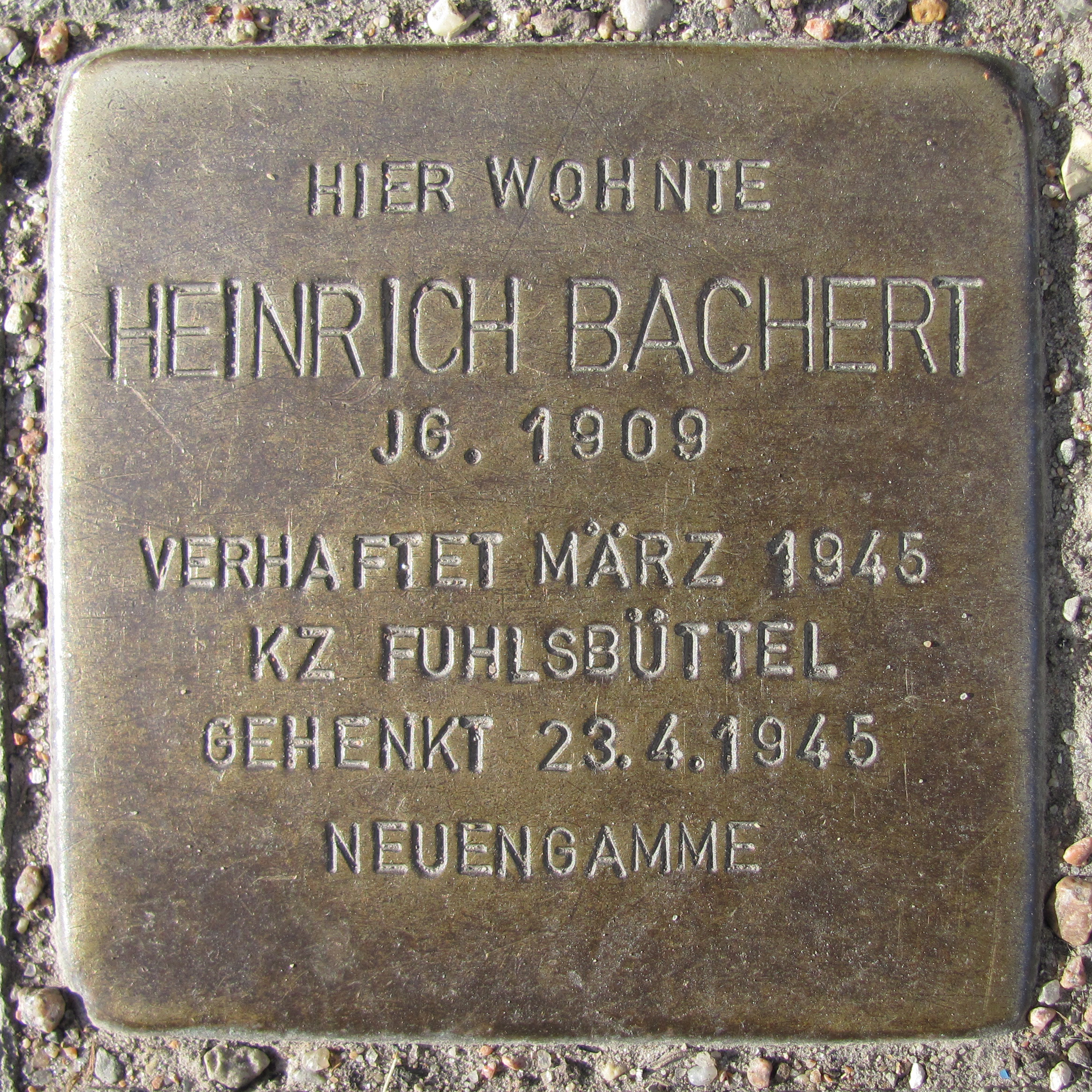
Stolperstein für Heinrich Bachert

Heinrich Bachert (eigentlich Paul Heinrich Wilhelm Bachert) (* 25. März 1909 in Hamburg; † 23. April 1945 in Neuengamme) war ein deutscher kommunistischer Widerstandskämpfer gegen den Nationalsozialismus und Opfer des Faschismus.

## Leben
Bachert entstammte einer Familie, in der der Vater evangelischer Konfession und die Mutter Jüdin war. Sohn Heinrich wie auch der ältere Bruder Otto wuchsen im evangelischen Glauben auf. Nach dem Besuch der Volksschule erlernte Heinrich den Beruf des Schlossers und wurde später Monteur bei der Firma Conz Bahrenfeld in Altona. Seit der Einführung der Nürnberger Rassegesetze galt Bachert als „Halbjude“ und wurde somit Anfeindungen und Schikanen ausgesetzt. Politisch betätigte sich Bachert illegal in der Kommunistischen Partei Deutschlands (KPD). Obwohl er mit Ella Schulz verlobt war, kam es wegen der Rassegesetze noch zu keiner Hochzeit. Am 4. März 1944 kam ihre Tochter Heidi Henny zur Welt. Am 1. Oktober 1944 verlor er wegen seiner jüdischen Herkunft und seiner politischen Gesinnung seine Arbeitsstelle. Inzwischen hatte er sich der „Bästlein-Jacob-Abshagen-Gruppe“ angeschlossen. Am 7. März 1945 wurde er von der Gestapo verhaftet und in das KZ Fuhlsbüttel verbracht. Weil seine Verlobte Grete hoffte, ihm mit einer Hochzeit helfen zu können, heirateten sie – ohne die dafür erforderliche Sondergenehmigung eingeholt zu haben – am 1. April 1945. Vermutlich weil diese Widersetzlichkeit bekannt wurde, ist Heinrich Bachert am 23. April 1945 von Fuhlsbüttel in das KZ Neuengamme verbracht worden. Dort wurde er ohne Gerichtsurteil am gleichen Tage gehenkt.

## Ehrung
Vor seinem ehemaligen Wohnhaus in der Schenkendorfstraße 19 wurde zur Erinnerung an Heinrich Bachert durch den Aktionskünstler Gunter Demnig ein Stolperstein verlegt.